# 臺中e卡通
臺中e卡通是通用於大台中地區的非接觸式交通電子票證系統智慧卡，由台灣智慧卡公司發行，類似臺北的悠遊卡、高雄的一卡通、香港的八達通、JR東日本的Suica等。可用於搭乘臺中市市區公車及安裝臺中e卡通系統之臺中、彰化、南投地區公路客運路線。
台灣智慧卡公司發行之臺灣通與臺中e卡通已經於2007年5月整合完成，臺中e卡通改為臺灣通中彰投版可在桃園、新竹、苗栗使用，2016年2月1日，停止使用。
臺灣智慧卡公司在2016年12月解散。

## 名稱及標誌
臺中e卡通，音近「臺中一卡通」，意思是「在臺中一卡通行」，即一卡就可以通行台中各公車路線。另外「e」字代表著大台中地區的公車全面進入電子票證系統的時代。其標誌是位於臺中公園的湖心亭，臺中市的重要地標，以此象徵臺中e卡通適用於大台中地區。

## 歷史
- 2004年8月4日，臺中e卡通系統舉行啟用儀式
- 2004年8月16日，臺中e卡通適用於原臺中市市區公車路線。
- 2005年2月3日，台中客運100路及102路（現101、82）開放使用臺中e卡通，這是首先可適用的兩公路客運路線。
- 2005年5月17日，市府贈送臺中e卡通給設籍在台中市的學生，範圍從國小四年級至高中。
- 2005年5月25日，為推廣臺中e卡通，部分7-Eleven門市發行免費體驗卡。
- 2005年6月，展開一個月的臺中e卡通市區公車免費優惠（當時的1-99路公車）。
- 2005年7月1日，適用範圍擴大至臺中市（含原臺中縣）、彰化縣、南投縣內之10家客運業者，共計296條營運路線（當時）可使用臺中e卡通。
- 2005年8月1日，臺中市（含原臺中縣）、彰化縣、南投縣之7-Eleven門市皆可加值臺中e卡通。
- 2007年5月29日，「台中e卡通」更名為「臺灣通（中彰投版）」，除可於原來臺中市（含原臺中縣）、彰化縣、南投縣使用外，範圍更擴及到桃竹苗地區。
- 2016年12月14日，「台灣智慧卡」公司已經進入清算與解散程序，自106年(2017年)卡片全面停用[2]。

## 使用技術
臺中e卡通的卡片為使用RFID晶片技術的非接觸式智慧卡。所有適用路線之車內搭載GPS接收機取得車輛的所在位置，藉以判斷所在站牌以里程計費扣款。

## 卡片種類

### 銷售版臺中e卡通
| 種類             | 售價    | 卡費 | 可用餘額 | 使用說明 |
| 普通卡           | NT$300  | NT$100 | NT$200 | 不記名，所有人皆可使用的票種。以全票計費。 |
| 兒童卡           | NT$300  | NT$100 | NT$200 | 不記名，僅未滿12歲或身高115～145cm之兒童可使用票種。以半票計費。 |
| 定期卡           | NT$1000 | NT$100 | 1000點 | 不記名，所有人皆可使用的票種。以全票計費，有優惠點數錢包。 |
| 愛心卡           | NT$300  | NT$100 | NT$200 | 不記名，僅台中市以外之年滿65歲或領有身心障礙手冊，或身心障礙之陪伴者可使用票種。以半票計費。 |
| 台中市敬老愛心卡 | 免費    | 記名，僅開放設籍台中市（含原台中縣）滿六個月，年滿65歲之長者（含55歲以上原住民）或領有身心障礙手冊或證明之民眾申請使用。 以半票計費，有優惠點數錢包。每月自動重置1000點，不累積。 自2014年起分別改由悠遊卡、一卡通公司發卡，原台灣智慧卡發行的敬老愛心卡，2016年1月底停止使用。 | 記名，僅開放設籍台中市（含原台中縣）滿六個月，年滿65歲之長者（含55歲以上原住民）或領有身心障礙手冊或證明之民眾申請使用。 以半票計費，有優惠點數錢包。每月自動重置1000點，不累積。 自2014年起分別改由悠遊卡、一卡通公司發卡，原台灣智慧卡發行的敬老愛心卡，2016年1月底停止使用。 | 記名，僅開放設籍台中市（含原台中縣）滿六個月，年滿65歲之長者（含55歲以上原住民）或領有身心障礙手冊或證明之民眾申請使用。 以半票計費，有優惠點數錢包。每月自動重置1000點，不累積。 自2014年起分別改由悠遊卡、一卡通公司發卡，原台灣智慧卡發行的敬老愛心卡，2016年1月底停止使用。 |
| 代幣卡           | 不販售  | 公車內使用，用於投幣旅客紀錄上下車地點用。倘若遺失時除車資外另須加罰票卡工本費NT$100。 | 公車內使用，用於投幣旅客紀錄上下車地點用。倘若遺失時除車資外另須加罰票卡工本費NT$100。 | 公車內使用，用於投幣旅客紀錄上下車地點用。倘若遺失時除車資外另須加罰票卡工本費NT$100。 |

優惠點數錢包
定期卡和敬老愛殘卡除了具普通卡的普通錢包功能外，另有獨立的「優惠點數錢包」提供優惠票價。
- 定期卡：加值一次優惠錢包需NT$900，獲得1,000點，相當於可使用NT$1000之額度。但須在加值後60天（約兩個月）內用完優惠點數，若逾期時則可至臺灣智慧卡公司服務處免費辦理展期一年。
- 台中市敬老愛心卡（含原台中縣）：每個月自動加值1,000點（山地原住民每月自動加值1,500點）

若優惠點數用畢，仍可使用普通錢包內之額度扣款。

### 紀念版臺中e卡通
台灣智慧卡公司不定時會發行一些特製紀念版本的臺中e卡通供民眾收藏。
| 種類                     | 記名 | 使用條件   | 首次購買價格 | 種類           | 備註                                              |
| ------------------------ | ---- | ---------- | ------------ | -------------- | ------------------------------------------------- |
| 2005臺中爵士音樂節紀念卡 | 否   | 任何人皆可 | NT$200       | 普通卡、定期卡 | 1.2005年10月22日發行 2.初始無可用金額，需另行儲值 |
| 2006洲際盃棒球賽紀念卡   | 否   | 任何人皆可 | 無           | 普通卡、定期卡 | 1.2006年11月19日發行 2.內含加值金額               |

### 旅遊版臺中e卡通
| 種類           | 記名 | 使用條件   | 首次購買價格          | 種類                          | 備註                       |
| -------------- | ---- | ---------- | --------------------- | ----------------------------- | -------------------------- |
| 臺中旅遊一日卡 | 否   | 任何人皆可 | NT$200 （押金NT$100） | 免費（臺中市市區公車1~400號） | 用畢可至指定客運站退回押金 |

## 使用方法

### 購卡
臺中e卡通已經停止販售，並改版為台灣通（中彰投）。

### 加值
臺中e卡通每次加值金額為NT$100元或其倍數，單次加值上限為NT$4999元。
- 桃園市、新竹縣、新竹市、苗栗縣、臺中市、彰化縣、南投縣7-11便利店（火車站內等特定地點門市除外）
- 臺中市、彰化縣、南投縣萊爾富便利店（火車站內等特定地點門市除外）
- 適用臺中e卡通、台灣通（桃竹苗）、台灣通（中彰投）之客運業者場站、售票服務窗口

### 交易過程

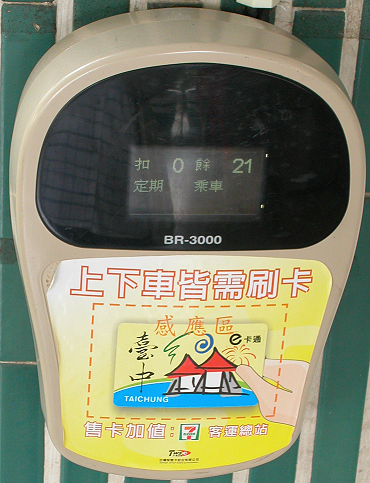
2011年多卡通前的舊式驗卡機

- 搭乘公車：使用者在上車、下車時將卡片輕觸驗票機上的感應區，公車上系統會紀錄上下車之地點以里程計費扣款。驗票機上的顯示幕會顯示票種、上下車站牌、搭乘票價及卡片內所剩餘額。當交易成功時，綠色的「O」燈會亮起，交易失敗時紅色的「X」燈會亮起，且皆會並發出嗶聲和宣讀票種。通常交易失敗的原因為卡片感應失敗、前次下車未驗卡、兩張卡片驗卡間隔過短。而卡片"現金"餘額如為0元（不為負數），仍可正常上車，如定期卡點數不足則會扣除現金餘額（卡片須具定期與普通功能）。

而卡片感應失敗的原因有部分是兩張或以上之RFID電子票證同時感應（如兩張公車卡、學生證或其他感應式票卡重疊），以及餘額為零或負值加值後初次使用（會顯示"錢包受損修復"，再試一次即可）。

### 優惠方式
- 搭乘臺中市市區公車（1～400號）全票20元起跳，優惠5元，票價上限為NT$：60元。
- 自104年7月8日起，搭乘1~400號市區客運，基本里程10公里免費，且票價上限60元。（即只需支付0~60元票價）
- 搭乘臺中市市區公車、中彰投公路客運、火車，於二小時內轉乘臺中市市區公車，普通卡優惠基本里程NT$：20元、優待卡優惠基本里程NT$：11元。
- 適用於轉乘優惠的火車站（臺中車站、太原車站、大慶車站、泰安車站、后里車站、豐原車站、潭子車站、烏日車站、新烏日車站、成功車站、日南車站、大甲車站、臺中港車站、清水車站、沙鹿車站、龍井車站、大肚車站、追分車站），使用者在車站收費區內之驗票機，將卡片輕觸驗票機感應區（單向轉乘優惠註記用），交易成功後可享有轉乘臺中市市區公車優惠。
- 臺灣通定期卡加值，可獲優惠點數，支付NT$：900元即可獲得1000點額度，相當於9折優惠。須於客運場站或中彰投部分萊爾富便利商店加值，期限為60天，逾期時則可至臺灣智慧卡公司服務處免費辦理展期一年。

### 特許上車
以往若前次下車未驗卡，於下次上車時，司機可用「特許」方式讓使用者上車。但當使用特許上車超過規定次數，卡片將會被鎖定，需至臺灣智慧卡公司解除鎖定。101年9月1日起若前次下車未驗卡，於下次上車時，驗票機自動以「特許」方式讓使用者上車，並取消上一次搭乘之優惠（補扣款20元）。但當使用特許上車超過規定次數，卡片將會被鎖定，需至臺灣智慧卡公司解除鎖定。

### 退卡
舊版的臺中e卡通有押金。新版臺灣通（中彰投）為買斷式卡片，本身無法退費，餘額須親至臺灣智慧卡公司支付手續費新臺幣20元即可全額退回卡片餘額。

## 外部連結
- 臺中市政府交通局